# Bernissartia
Genre
Espèce
Bernissartia est un genre fossile de petits Crocodyliformes néosuchiens qui vivait au Crétacé inférieur il y a environ 130 Ma (millions d'années), durant les étages Hauterivien et Barrémien.

## Découverte

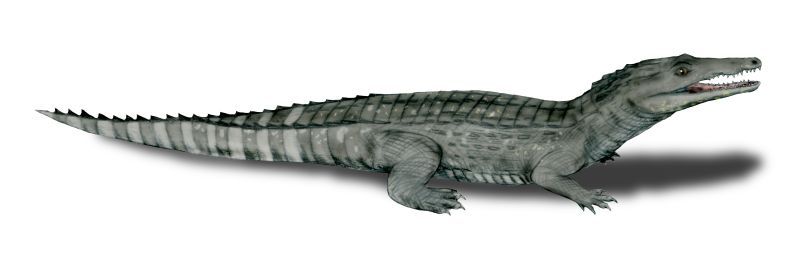
Dessin de Bernissartia.

Cet animal a été découvert comme son nom l'indique, à Bernissart, dans la province de Hainaut en Belgique en même temps que les iguanodons.
Il a été découvert et décrit par Louis Dollo en 1883.

## Description

### Taille
D'un point de vue morphologique, il ressemblait aux crocodiliens actuels. Sa petite taille de 60 centimètres fait de lui l'un des plus petits crocodiles connus.

### Dentition
Bernissartia était hétérodonte, ce qui signifie que toutes ses dents n'étaient pas identiques et avaient toutes une fonction.
Il avait deux types de dents distinctes, : 
- les dents antérieures à l'avant de la mâchoire qui étaient tranchantes et pointues, on pense qu'il aurait pu s'en servir pour mordre des proies glissantes comme le poisson ;
- les dents ultérieures à l'arrière de la mâchoire qui étaient plates et arrondies, plus adaptés à l'écrasement de proies tels que les crustacés et les mollusques.

### Environnement
Il devait probablement habiter les milieux côtiers car l'élévation de la mer durant le Crétacé a fait que l'Europe devait plus ressembler à un archipel.

## Systématique
Larsson & Sues (2007) et Sereno et al. (2003) montrent que Bernissartia est en fait le taxon frère des crocodiles modernes, c'est-à-dire les Eusuchia :
|  | Dyrosauridae                                                 |
|  |                                                              |
|  | \| \| Sarcosuchus \| \| \| \| \| \| Terminonaris \| \| \| \| |
|  |                                                              |
|  | Sarcosuchus                                                  |
|  |                                                              |
|  | Terminonaris                                                 |
|  |                                                              |

|  | Sarcosuchus  |
|  |              |
|  | Terminonaris |
|  |              |

|  | Dyrosauridae                                                 |
|  |                                                              |
|  | \| \| Sarcosuchus \| \| \| \| \| \| Terminonaris \| \| \| \| |
|  |                                                              |
|  | Sarcosuchus                                                  |
|  |                                                              |
|  | Terminonaris                                                 |
|  |                                                              |

|  | Sarcosuchus  |
|  |              |
|  | Terminonaris |
|  |              |

|  | Goniopholididae                                           |
|  |                                                           |
|  | \| \| Bernissartia \| \| \| \| \| \| Eusuchia \| \| \| \| |
|  |                                                           |
|  | Bernissartia                                              |
|  |                                                           |
|  | Eusuchia                                                  |
|  |                                                           |

|  | Bernissartia |
|  |              |
|  | Eusuchia     |
|  |              |

|  | Dyrosauridae                                                 |
|  |                                                              |
|  | \| \| Sarcosuchus \| \| \| \| \| \| Terminonaris \| \| \| \| |
|  |                                                              |
|  | Sarcosuchus                                                  |
|  |                                                              |
|  | Terminonaris                                                 |
|  |                                                              |

|  | Sarcosuchus  |
|  |              |
|  | Terminonaris |
|  |              |

|  | Dyrosauridae                                                 |
|  |                                                              |
|  | \| \| Sarcosuchus \| \| \| \| \| \| Terminonaris \| \| \| \| |
|  |                                                              |
|  | Sarcosuchus                                                  |
|  |                                                              |
|  | Terminonaris                                                 |
|  |                                                              |

|  | Sarcosuchus  |
|  |              |
|  | Terminonaris |
|  |              |

|  | Goniopholididae                                           |
|  |                                                           |
|  | \| \| Bernissartia \| \| \| \| \| \| Eusuchia \| \| \| \| |
|  |                                                           |
|  | Bernissartia                                              |
|  |                                                           |
|  | Eusuchia                                                  |
|  |                                                           |

|  | Bernissartia |
|  |              |
|  | Eusuchia     |
|  |              |